# لاوند، ناتینگهم‌شر
لاوند (به انگلیسی: Lound) یک روستا و محله مدنی در بریتانیا است که در بستلو واقع شده‌است. لاوند ۴۷۱ نفر جمعیت دارد.